# Friedhof der Kuscheltiere (2019)
Friedhof der Kuscheltiere ist ein US-amerikanischer Horrorfilm unter der Regie von Kevin Kölsch und Dennis Widmyer. Es handelt sich dabei um eine Neuverfilmung des gleichnamigen Romans von Stephen King aus dem Jahr 1983 und nach dem gleichnamigen Film von Mary Lambert aus dem Jahr 1989 um die zweite Verfilmung des Romans.
Seine Premiere hatte der Film Mitte März 2019 beim South by Southwest Film Festival. Am 4. April 2019 lief er in den deutschen und den australischen Kinos und einen Tag später in den US-amerikanischen Kinos an.

## Handlung

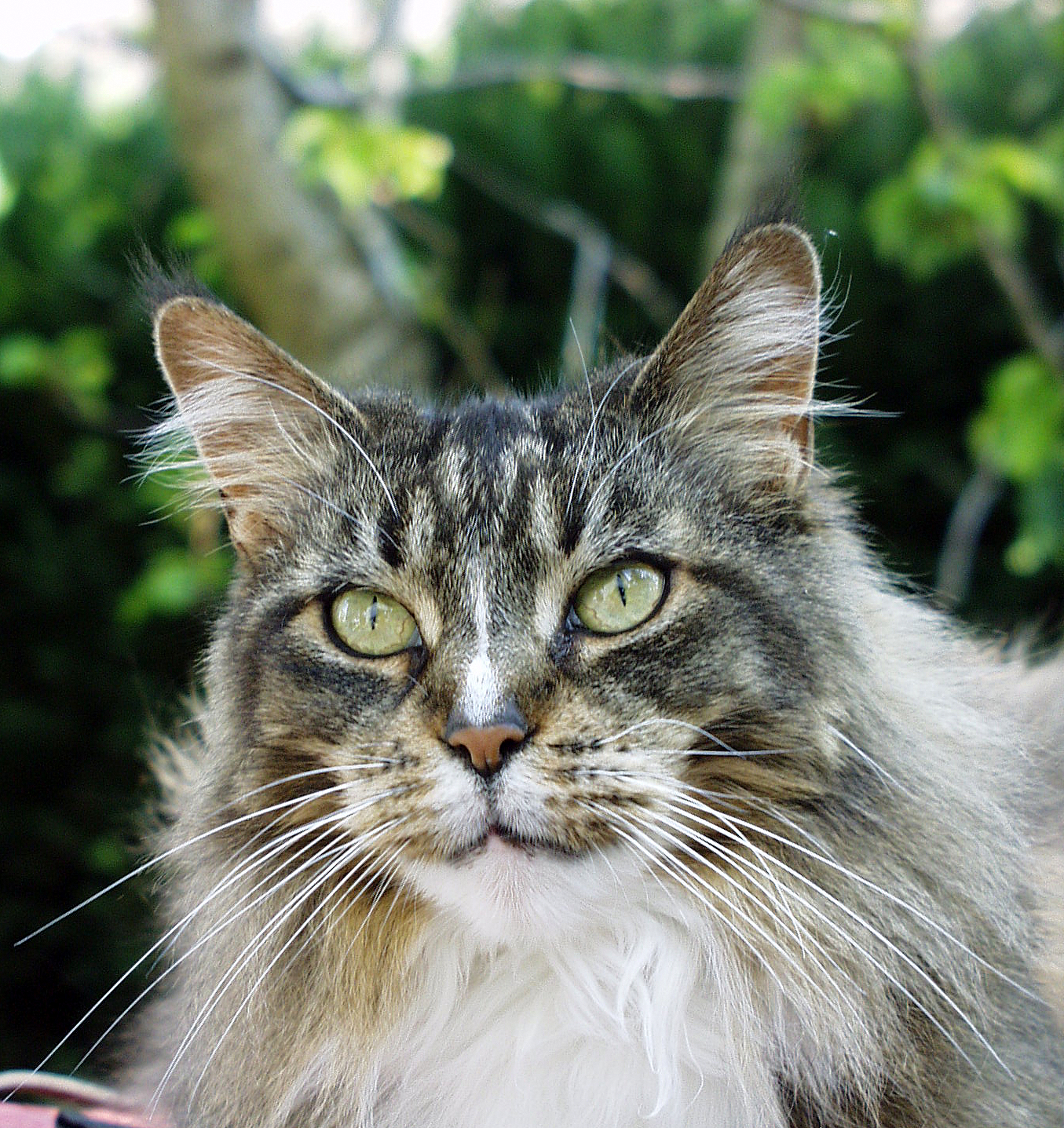
Bei Church handelt es sich um eine Maine-Coon-Katze

Jahrelang arbeitete Louis Creed als Arzt in der Notaufnahme eines Krankenhauses. Nun verlässt er mit seiner Frau Rachel und seinen beiden Kindern, der achtjährigen Ellie und dem kleinen Gage, die Großstadt. Die Familie zieht in ein Haus im ruhigen Ludlow im tiefsten Maine. Mit dabei ist auch der Kater der Familie, Church. Zu dem Haus gehört auch ein Hektar dichter Wald. Rachel und Ellie beobachten, wie ein paar Kinder einen toten Hund in den Wald bringen und dabei seltsame Tiermasken tragen. Neugierig erforscht Ellie einen dort befindlichen Tierfriedhof. Der neue, ältere Nachbar der Creeds, Jud Crandall, erklärt Ellie, es sei ein altes Ritual, dass die Kinder aus der Gegend hier ihre Haustiere begraben.
Zwar ist Louis weder religiös, noch glaubt er, dass nach dem Tod etwas kommt. Als ihm aber während seiner neuen Arbeit der junge Victor Pascow nach einem Unfall unter den Händen wegstirbt, hat er erst eine Vision, in der Victor zu ihm spricht. Dann hat Louis einen Traum von dem Wald auf dem Grundstück, in dem Victor aus Dank für seinen Versuch, ihm das Leben zu retten, Louis eindringlich warnt: In dem Wald sollen bösartige Wiedergänger umgehen. Als Louis aufwacht, deutet alles darauf hin, dass er in dieser Nacht wirklich in den Wald ging, denn seine Füße sind mit Erde beschmutzt. Der Vorfall beschäftigt ihn. Auch in Rachel kommen seit dem Umzug immer wieder Erinnerungen an ihre Kindheit hoch: Nach dem Tod ihrer Schwester, die unter einem deformierten Rücken litt und für die Rachel sorgen musste, wurde Letztere das Gefühl nicht los, der Geist der Schwester sei in ihrem Haus geblieben.
An Halloween findet Jud den Kater Church tot an der Landstraße. Er wurde überfahren. Louis und Jud vereinbaren, Ellie nichts davon zu erzählen, da sie ihren Kater sehr liebte. Sie wollen den Kadaver des Katers nachts im Wald begraben. Jud führt ihn jedoch über den Tierfriedhof hinaus in einen schwer zugänglichen Teil des Waldes, eine alte Treppe hinauf und an einen Ort, wo Louis für Church ein Loch aushebt und Steine auf die Erde häuft. Als Rachel und Louis ihrer Tochter am nächsten Morgen erzählen, ihr Kater sei weggelaufen, widerspricht Ellie ihnen, denn Church sitzt im Wandschrank in ihrem Zimmer. Allerdings wirkt er irgendwie verändert. Jud hatte Louis auch nicht die ganze Wahrheit erzählt: Bei dem Ort handelt es sich um eine alte indianische Ruhestätte, die über die Macht verfügt, Tote zurück ins Leben zu holen. Allerdings wird nur der böse Teil der Seele zurückgeholt, weil der gute Teil bereits ins Jenseits übergegangen ist. Dies führt dazu, dass jeder Wiedergänger bösartig und aggressiv wird. Die Indianer hatten deshalb einen Totholzwall errichtet und die Bäume mit Warnungen versehen, um die Menschen fernzuhalten. Louis recherchiert im Internet und erfährt, dass der Friedhof und der geheimnisvolle Ort im Wald im ehemaligen Stammesgebiet Little Gods Swamp liegen.
Zu Ellies neunten Geburtstag haben die Creeds Freunde und Verwandte nach Ludlow eingeladen. Beim Blinde-Kuh-Spielen laufen beide Kinder auf die Straße. Seinen Sohn kann Louis im letzten Moment vor einem heranrasenden Tanklaster retten, doch Ellie stirbt bei diesem Unfall. Als Rachel und Gage ein paar Tage nach Boston zu ihren Eltern fahren, ignoriert Louis eine weitere Warnung von Victor in einer Vision: Er verabreicht Jud ein Schlafmittel und gräbt seine Tochter wieder aus. Auch sie bestattet er an dem geheimnisvollen Ort im Wald, und in derselben Nacht kehrt Ellie zurück. Sie erinnert sich noch an ihren Unfall und weiß, dass sie eigentlich tot ist. Louis verschweigt Jud, was in dieser Nacht vorgefallen ist.
Als Ellie mitbekommt, dass Jud von der indianischen Ruhestätte und ihrer bösen Macht weiß, sucht sie ihn in seinem Haus auf und ersticht ihn mit einem Skalpell. Weil sie ihren Mann telefonisch nicht erreichen kann und sie besorgt von den Visionen von Gage ist, kehren Rachel und ihr Sohn nach Ludlow zurück. Kaum im Haus, wird sie von Ellie angegriffen. Diese schlägt ihren Vater bewusstlos, ersticht ihre Mutter und schleppt deren toten Körper in den Wald. Wieder wach, eilt Louis ihnen nach. Als Ellie ihm erklärt, sie könnten auch nach ihrem Tod eine Familie bleiben, versucht Louis, seine Tochter zu töten, doch Rachel taucht auf und durchbohrt ihren Mann mit einem Grab-Kreuz. 
Nachdem auch Louis von der indianischen Grabstätte wieder zum Leben erweckt wurde, kehren er, Rachel, Ellie und Church gemeinsam zu ihrem Haus zurück. Dort hatte Louis den kleinen Gage im Familienauto in Sicherheit gebracht. In der letzten Szene nähern sich die Wiederauferstandenen dem Fahrzeug und der Zuschauer hört, wie die Zentralverriegelung des Wagens entriegelt wird.

## Produktion

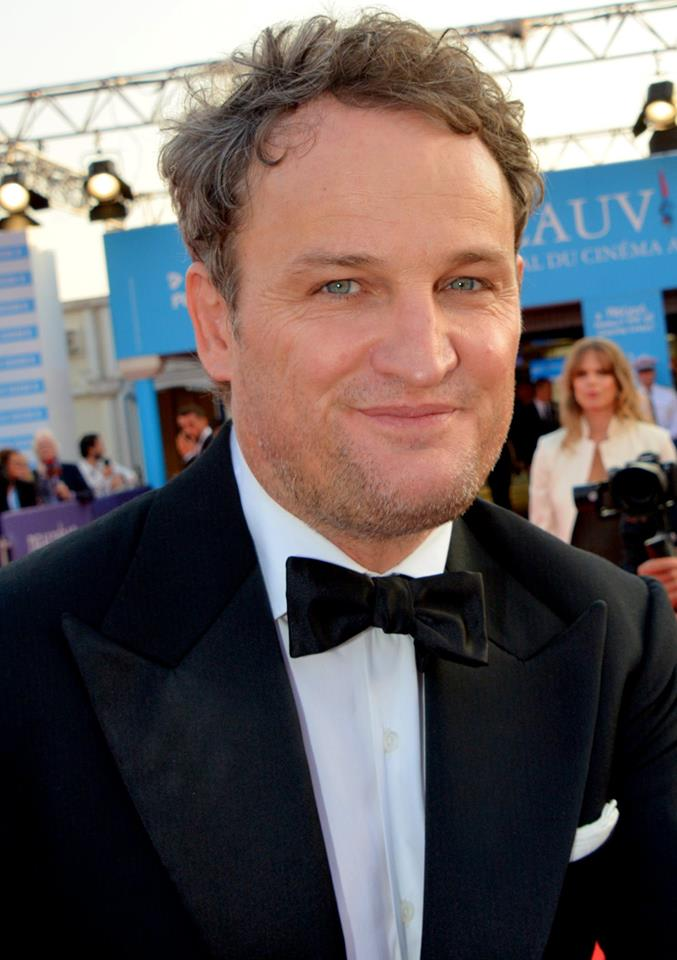
Jason Clarke, hier wenige Wochen nach Ende der Dreharbeiten, spielt im Film den Vater Louis Creed

Am 7. Dezember 2017 wurde bekannt gegeben, dass Paramount Pictures eine neue Adaption von Stephen Kings Roman Friedhof der Kuscheltiere veröffentlichen wird. Die Dreharbeiten wurden am 18. Juni 2018 begonnen und am 11. August 2018 beendet und fanden in den Mels Studios im kanadischen Montreal und in Saint-Lazare in Quebec statt, wo Landschaftsaufnahmen und die Aufnahmen auf einem echten Friedhof entstanden. Das Haus der Creeds steht auf einer Farm in der Nähe von Montreal, hinter der es tatsächlich einen kleinen Haustierfriedhof gab.
Wie bereits bei Pet Sematary aus dem Jahr 1989 ist der Titel des Films im Original absichtlich falsch geschrieben, „Sematary“ statt „Cemetery“. In dieser Schreibweise prangt die Beschreibung in großen schwarzen Lettern im Film am Eingang des Kuscheltierfriedhofs, der von Kindern so genannt wurde, wie Nachbar Jud der kleinen Ellie erklärt.
Für die Dreharbeiten kamen fünf Maine-Coon-Katzen zum Einsatz, die Church darstellen. Für Stephen Kings Friedhof der Kuscheltiere diente dem Autor Smucky, die Katze seiner Tochter Naomi, als Vorbild, die 1979 auf der Straße vor ihrem Haus überfahren wurde. Auch sein zwei Jahre alter Sohn Owen wäre beinahe von einem LKW erfasst worden, wenn King ihn nicht rechtzeitig festgehalten hätte.
Am 10. Oktober 2018 veröffentlichte Paramount Pictures einen Trailer mit dem Claim „Sometimes Dead is Better“. Der Film wurde Mitte März 2019 als Abschlussfilm des South by Southwest Film Festivals erstmals gezeigt. Anfang April 2019 wurde ein finaler Trailer vorgestellt. Am 4. April 2019 lief er in den deutschen und den australischen Kinos und einen Tag später in den US-amerikanischen Kinos an.

## Rezeption

### Altersfreigabe
In den USA erhielt der Film von der MPAA ein R-Rating, was einer Freigabe ab 17 Jahren entspricht. In Deutschland wurde der Film von der FSK ab 16 Jahren freigegeben.

### Kritiken
Insgesamt stieß der Film bei den Kritikern auf geteiltes Echo.
Der filmdienst meint, die Neuverfilmung kleide „die Mischung aus Zombie-Horror und okkulter Indianer-Folklore zunächst in subtilen Schrecken“, setze „im weiteren Verlauf aber allzu sehr auf die schematischen Elemente des Horror-Genres“.
Chris Evangelista von /Film schreibt, die Regisseure Kevin Kölsch und Dennis Widmyer wandelten den von Stephen King erdachten Schrecken in etwas Frisches, Aufregendes und Erschreckendes, und der Film sei „eine der besten Stephen-King-Adaptionen, die es je gab“.
Die Filmkritikerin Antje Wessels schreibt, Friedhof der Kuscheltiere befinde sich ganz klar auf der Höhe der Zeit und sei daher wohl vor allem für Nichtkenner des Originals interessant. Drehbuchautor Jeff Buhler übernehme die wichtigsten Eckpfeiler des Originals, so Rachels Visionen von ihrer toten Schwester und Victor Pascow, der Louis verzweifelt davon abhalten will, Katze und Kind auf dem Kuscheltierfriedhof zu vergraben, allerdings sei es anstatt des kleinen Gage diesmal die Tochter, die dem Truck zum Opfer fällt, was Sinn ergebe, schließlich lasse sich mit einem rachedurstigen Zombiemädchen in Ellies Alter viel mehr anstellen, als mit einem Kleinkind wie Gage.
Peter Debruge von Variety merkt an, Vieles sei vom Vorgängerfilm übernommen, so die meisten Schicksale der Figuren, wobei das Ende des Films jedoch radikal abweiche. Er hebt in seiner Kritik die Figur des Nachbarn Jud Crandall hervor, dessen Rolle im Roman flach war, in den Händen des Schauspielers John Lithgow jedoch zum Leben erweckt werde.

### Einspielergebnis
Friedhof der Kuscheltiere konnte am Startwochenende mit einem Einspielergebnis von rund 25 Millionen US-Dollar und mit 145.000 Besuchern jeweils den zweiten Platz der US-amerikanischen und deutschen Kino-Charts erreichen. Am zweiten Wochenende konnte der Film mit rund 110.000 Kinobesuchern den dritten Platz der deutschen Kino-Charts belegen. Den Produktionskosten in Höhe von 21 Millionen US-Dollar stehen weltweit Einnahmen aus Kinovorführungen von 113,1 Millionen US-Dollar gegenüber, von denen er 54,7 Millionen im nordamerikanischen Raum erwirtschaften konnte. In Deutschland verzeichnet der Film 530.976 Besucher, durch die er 4,6 Millionen Euro erwirtschaften konnte.

### Auszeichnungen
Golden Trailer Awards 2019
- Nominierung für den Besten Trailer eines Horrorfilms
- Nominierung für den Besten TV-Spot eines Horrorfilms[20]

Saturn-Award-Verleihung 2019
- Nominierung als Bester Horrorfilm
- Nominierung als Bester Nebendarsteller (John Lithgow)
- Nominierung für das Beste Make-up (Annick Chartier & Adrien Morot)[21]

## Synchronisation
Die deutsche Synchronisation entstand nach einem Dialogbuch und der Dialogregie von Hannes Maurer im Auftrag der Interopa Film GmbH, Berlin.
| Darsteller           | Synchronsprecher   | Rolle         |
| -------------------- | ------------------ | ------------- |
| Jason Clarke         | Tobias Kluckert    | Louis Creed   |
| Jeté Laurence        | Sophia Bastian     | Ellie Creed   |
| Hugo Lavoie          | Jacob Rabow        | Gage Creed    |
| John Lithgow         | Bodo Wolf          | Jud Crandall  |
| Amy Seimetz          | Carolina Vera      | Rachel Creed  |
| Obssa Ahmed          | Nico Sablik        | Victor Pascow |
| Alyssa Brooke Levine | Marie-Isabel Walke | Zelda         |

## Prequel
Im Mai 2021 wurde bekannt, dass ein Prequel zum Film exklusiv auf Paramount+ erscheinen werde. Diese wurde von Lindsey Anderson Beer basierend auf einem Drehbuchentwurf von Jeff Buhler geschrieben, während Lorenzo di Bonaventura und Mark Vahradian als Produzenten fungierten. Beer gab mit dem Film zudem ihr Regiedebüt. Friedhof der Kuscheltiere: Bloodlines wurde in den Vereinigten Staaten am 6. Oktober 2023 und in Deutschland am Folgetag ins Programm von Paramount+ aufgenommen.